# 育空堡
育空堡（英語：Fort Yukon；哥威迅語：Gwich'yaa Zhee，意思為「在平地上的屋群」），是美国阿拉斯加州的一座城市。该市的人口在2000年为595人，2010年有583人，绝大多数为土著居民。人口在阿拉斯加州排行第47。阿拉斯加州最高气温记录发生于育空堡，日期为1915年6月27日。

## 地理
该地总面积7.4平方英里（19.2 km²），其中7.0平方英里（18.1 km²）为土地面积，0.4平方英里（1.1 km²）为水域面积。